# استیگمسترول
استیگمسترول (به انگلیسی: Stigmasterol) با فرمول شیمیایی C۲۹H۴۸O یک فیتواسترول با شناسه پاب‌کم ۵۲۸۰۷۹۴ و جرم مولی آن ۴۱۲٫۶۹ g/mol می‌باشد. 